# Andrimont (Dison)
Andrimont (en wallon Âdrimont) est une section de la commune belge de Dison située en Région wallonne dans la province de Liège et voisine de la ville de Verviers, elle s'étend sur 954 hectares. Andrimont était une commune à part entière avant la fusion des communes de 1977. 

## Évolution démographique
- Sources : INS, Rem. : 1831 jusqu'en 1970 = recensements, 1976 = nombre d'habitants au 31 décembre.

## Histoire
Andrimont fut construit près de l'antique route (voie romaine) qui reliait Tongres à Trèves où ont été découvertes des tombes gallo-romaines. Avant 1798 Andrimont dépendait de la principauté de Liège et du marquisat de Franchimont. En 1322 la seigneurie appartenait à Godefroid, sire d'Andrimont.

## Patrimoine et culture

### Patrimoine architectural
- Le château d'Andrimont date du XVIIe siècle.
- L'église Saint-Laurent fut restaurée en 1606, mais la tour est antérieure. Andrimont devient paroisse en 1730.

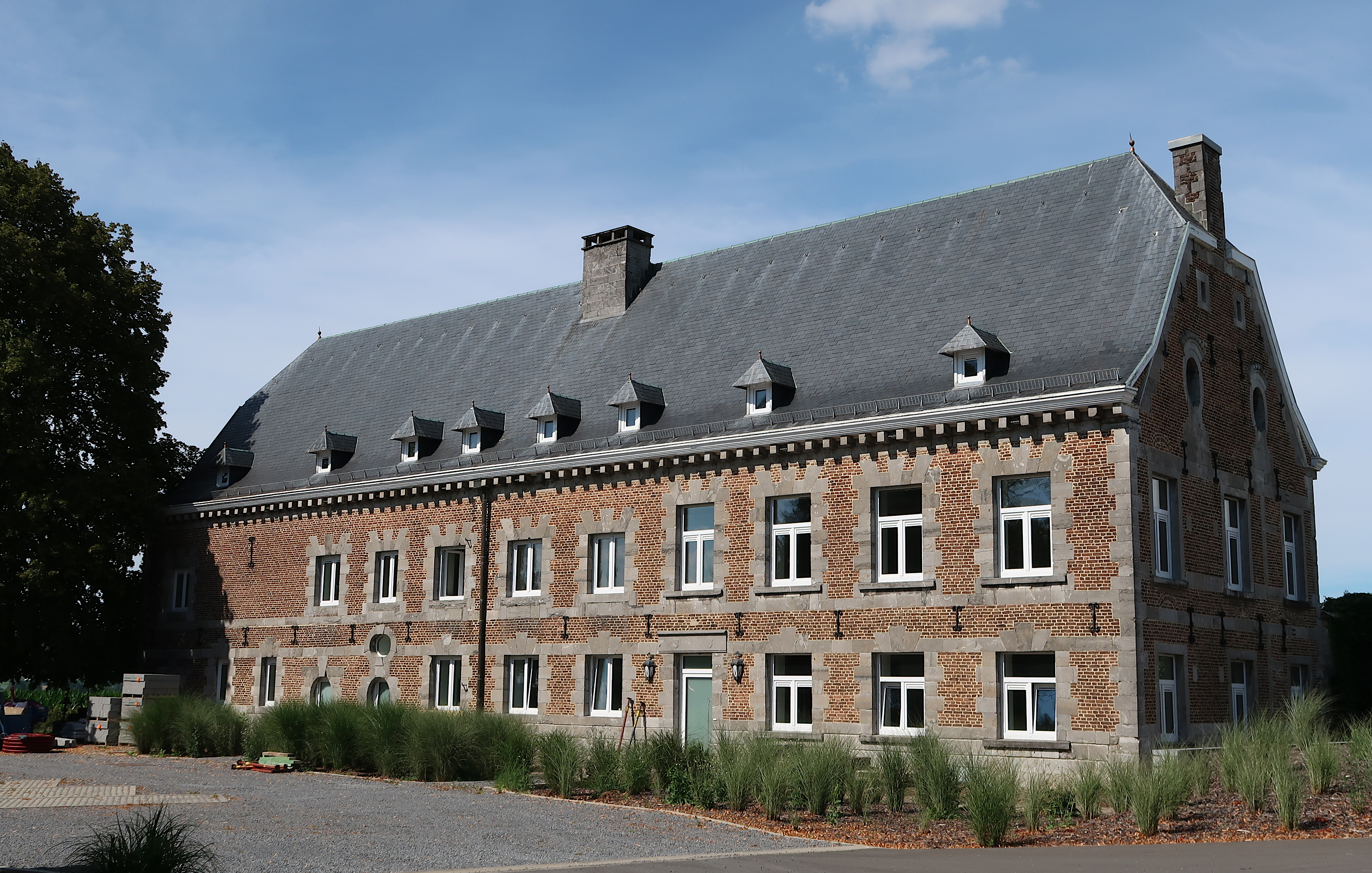
Château d'Andrimont
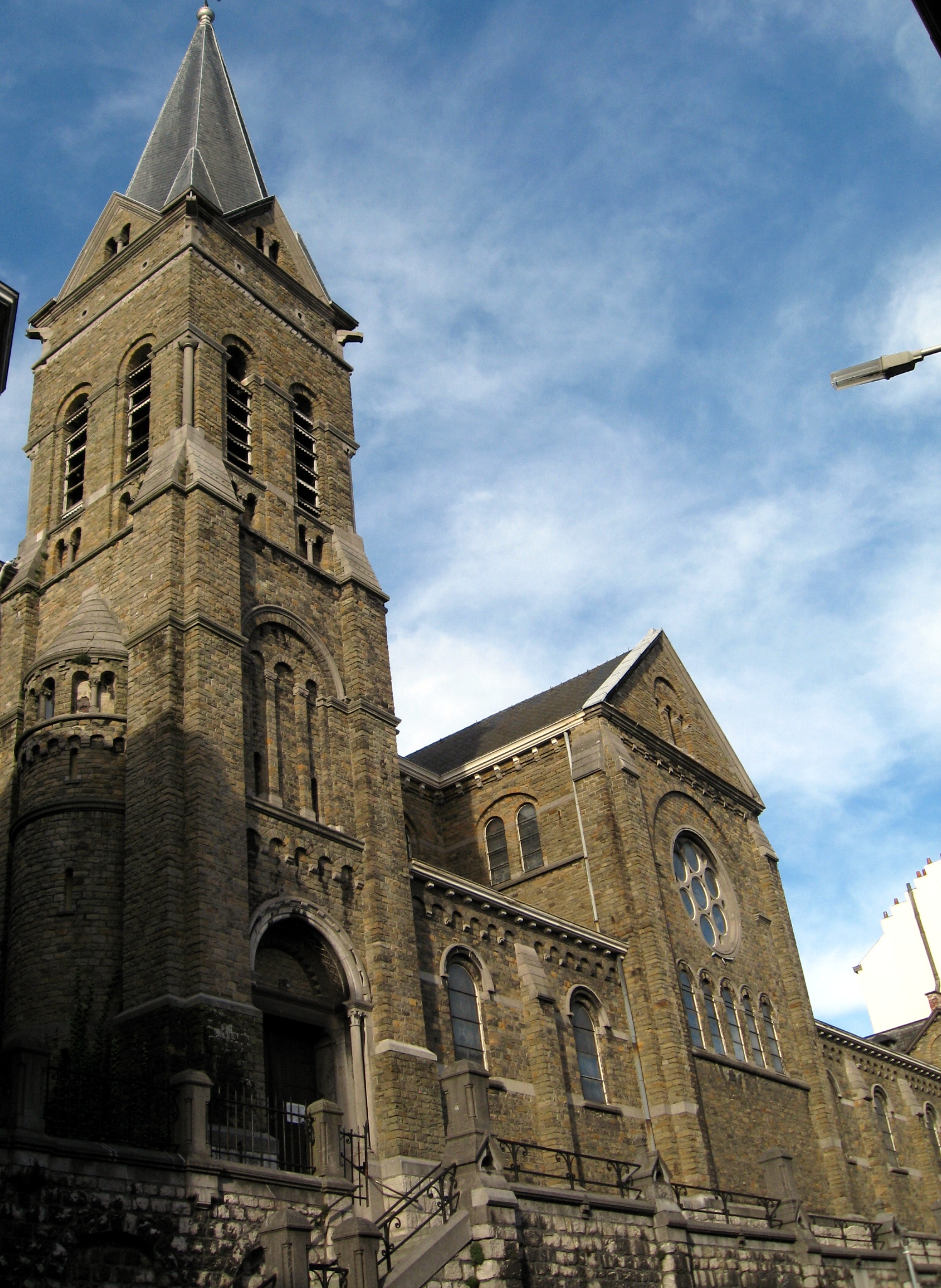
Eglise Saint-Roch à Andrimont-Bas
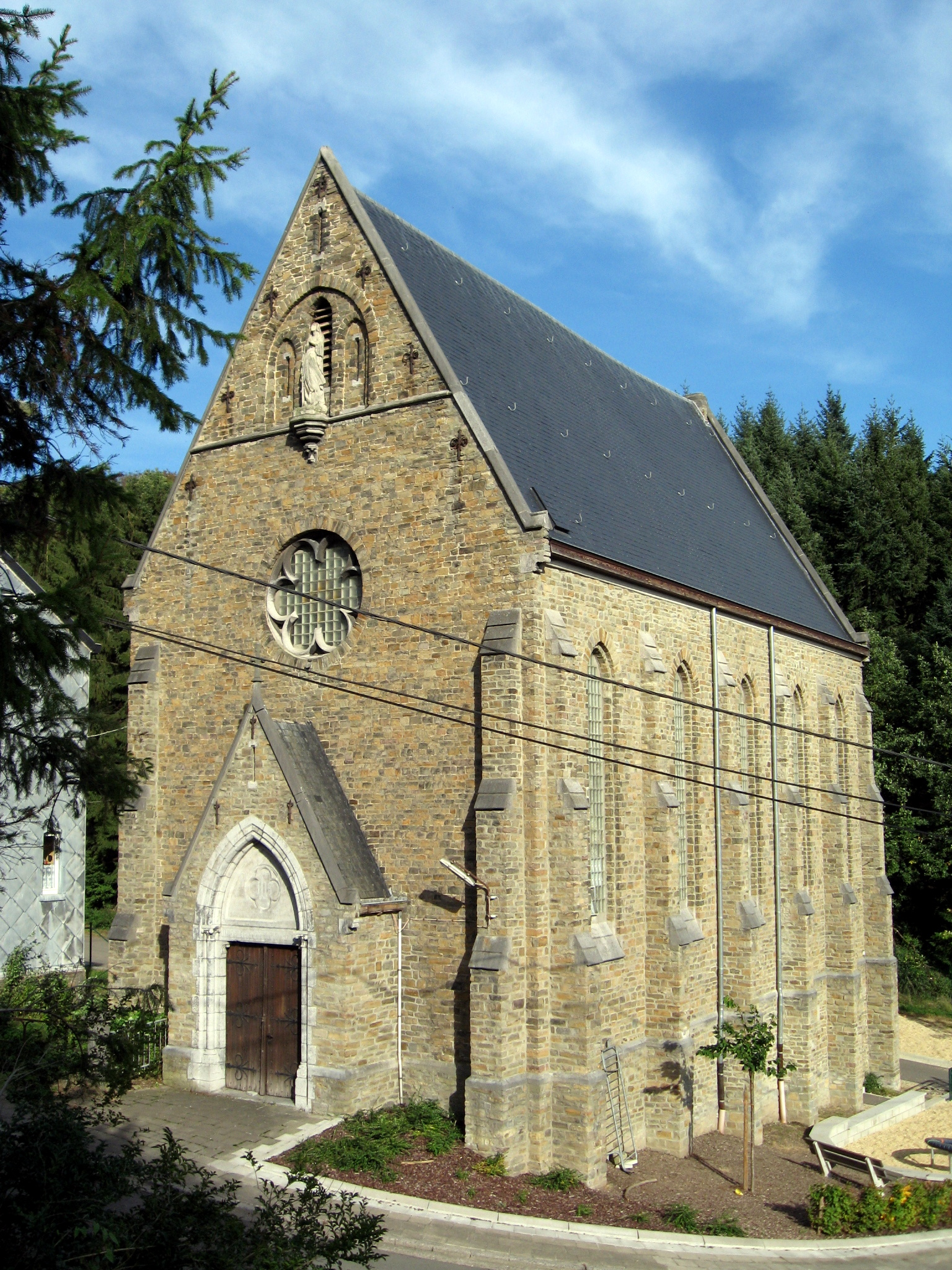
Eglise de l'Immaculée Conception à Renoupré
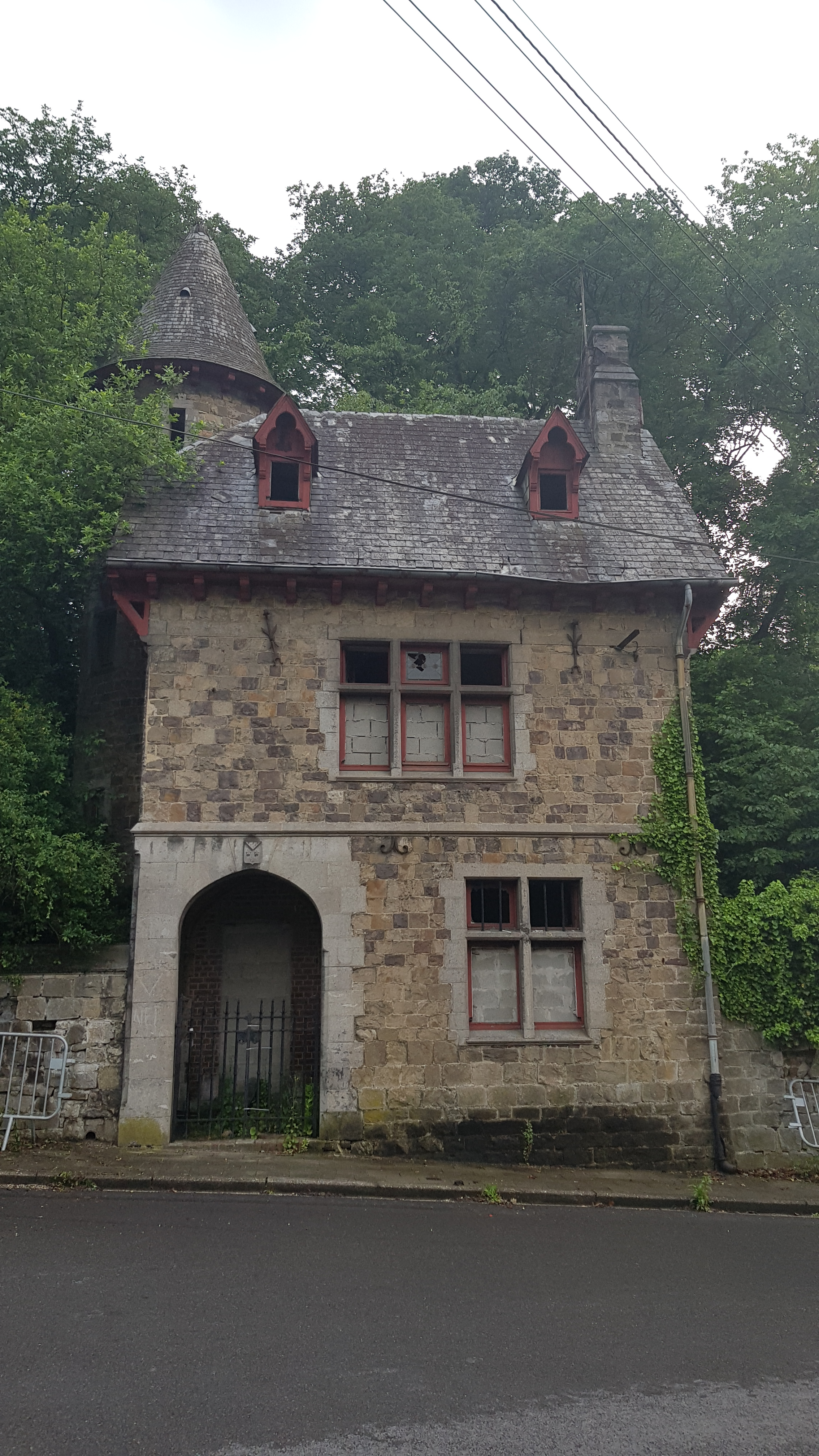
Bâtiment avec tour à Andrimont
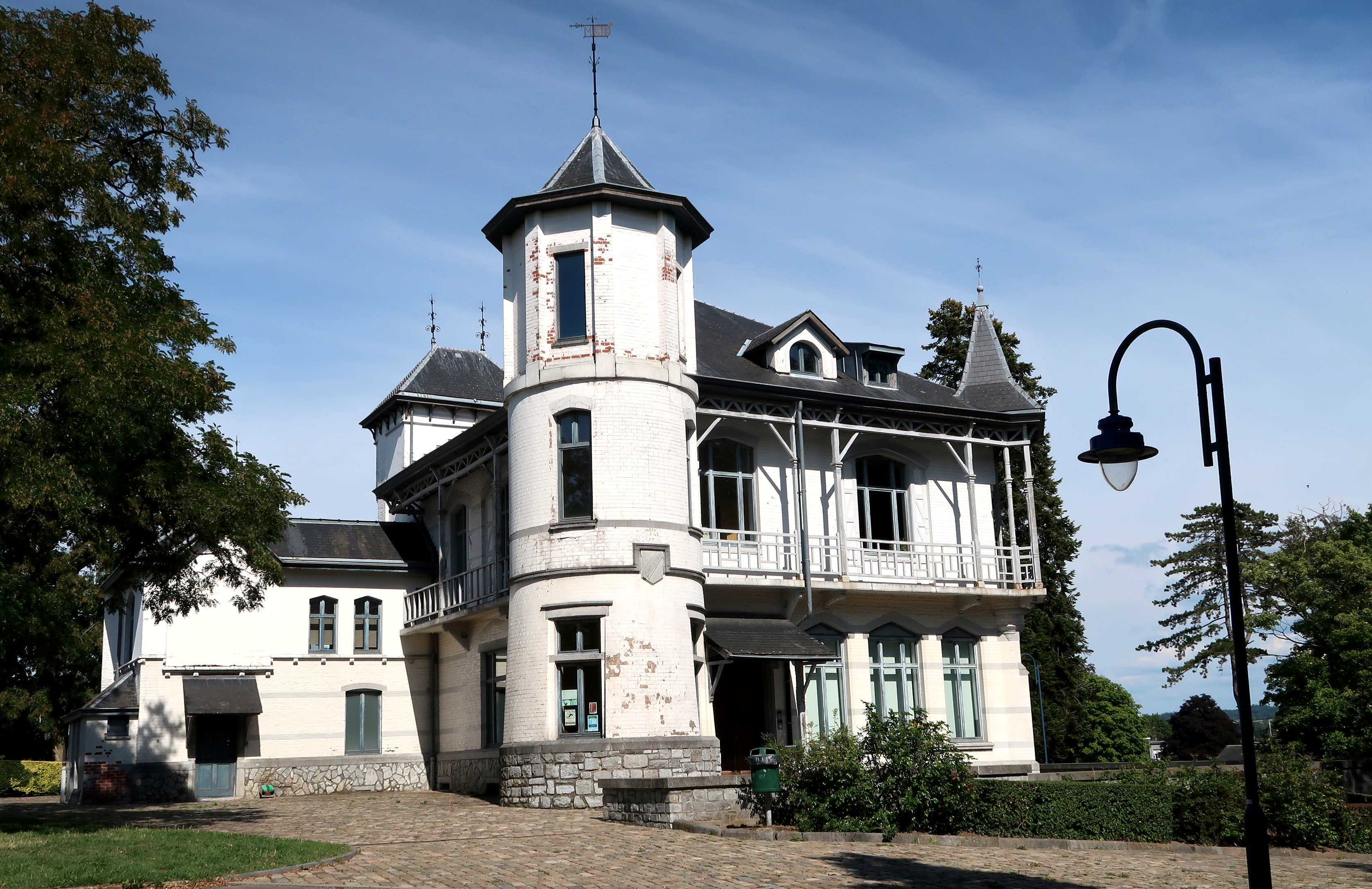
Château d'Ottomont

## Personnalité
Émile Parys (1897-1956), syndicaliste, résistant et homme politique verviétois, a habité Andrimont entre 1915 et 1920.